# جی‌تی‌جی
جیسون آنتونی پائول (به انگلیسی: Jayson Anthony Paul)  (زادهٔ ۱۰ دسامبر ۱۹۸۴) یک کشتی‌گیر حرفه‌ای آمریکایی است که با نام جی‌تی‌جی، در مسابقات کشتی حرفه‌ای شرکت می‌کند. جی‌تی‌جی از سال ۲۰۰۲، تاکنون در این رشته، و در مسابقات نوع راو فعال بوده‌است.